# Attentat de la place des Martyrs
L'attentat de la place des Matryrs est une attaque terroriste islamiste à la bombe perpétrée sur la place des Martyrs à Alger le 1er juin 1997. Le bilan définitif fait état de 7 morts et 54 blessés.

## Déroulement
Le 1er juin 1997 l'après midi, une bombe explose dans la place des Martyrs faisant 7 morts et 54 blessés.